# Spedizione portoghese di Otranto
La spedizione portoghese di Otranto nel 1481, che i portoghesi chiamano Crociata Turca (in portoghese Cruzada Turca), si riferisce a una spedizione in soccorso durante l'assedio ottomano di Otranto. La flotta arrivò troppo tardi per partecipare a qualsiasi combattimento.
L'8 aprile 1481 papa Sisto IV emanò la bolla papale Cogimur iubente altissimo, in cui indisse una crociata contro i turchi, che occupavano Otranto. Secondo l'intenzione del Papa, una volta riconquistata Otranto, i crociati avrebbero attraversato l'Adriatico e liberato anche Valona.
Il Portogallo decise di inviare una squadra ad Otranto sotto il comando del vescovo di Évora, Garcia de Meneses. In una lettera del 27 agosto 1481 al cardinale Paolo Fregoso, Sisto scrisse: "Dal Portogallo ci sono venti caravelle e una nave da carico, che attendiamo ogni giorno a San Paolo, il cui capo è il venerabile frate Garcia vescovo di Évora". Il 7 settembre scrisse al re Ferdinando I di Napoli, informandolo che "una flotta da noi inviata per recarsi ad Otranto dal Portogallo [...] Speriamo che sia di grande utilità nell'assalto a Otranto…". Il 14 settembre, lo stesso giorno in cui gli ottomani si arrendevano a Otranto, il papa scrisse da Bracciano al suo vice ciambellano, che lo aveva informato della lenta avanzata della flotta portoghese. Sisto era sospettoso delle intenzioni di Garcia. Il giorno dopo (15 settembre), scrisse al vescovo lodandolo per la sua diligenza e prudenza, ma esortandolo a portare la sua flotta a Valona per cacciare in loco la guarnigione turca per fare "qualcosa di degno della religione cristiana e del tuo onore e quella del tuo re", riferendosi al re Afonso V appena scomparso. Esortò anche Garcia a riportare in Grecia Andrea Paleologo, il despota deposto di Morea, per iniziare la riconquista delle sue terre.
Quando i portoghesi raggiunsero Napoli, gli ottomani si erano già ritirati, perché il 3 maggio era morto il sultano dell'Impero ottomano, Maometto II, e ne seguirono diatribe sulla sua successione.